# U 291
U 291 war ein deutsches Typ VII C-Schulungs-U-Boot, welches im Zweiten Weltkrieg in der Ostsee zur Schulung und Ausbildung von neuen U-Bootmännern und zum Erproben neuer Technologien eingesetzt wurde.

## Geschichte
U 291 wurde am 5. Juni 1941 als letztes Boot der Serie U 251 bis U 291 bei der Vegesacker Werft in Auftrag gegeben. Die Kiellegung unter der zeitweiligen Bezeichnung „Neubau 056“ begann am 17. Oktober 1942, der Stapellauf fand am 30. Juni 1943 statt. Die Indienststellung unter Oberleutnant zur See Hans Keerl erfolgte am 4. August 1943. Die Patenschaft von U 291 übernahm die Stadt Wiesbaden, die auch einen Teil der Baukosten des Bootes übernahm. Bei der Indienststellungsfeier überreichten einige Vertreter Wiesbadens Oberleutnant Keerl das Stadtwappen, das er an der Stirnseite des Turmes anbringen ließ.

## Verbleib

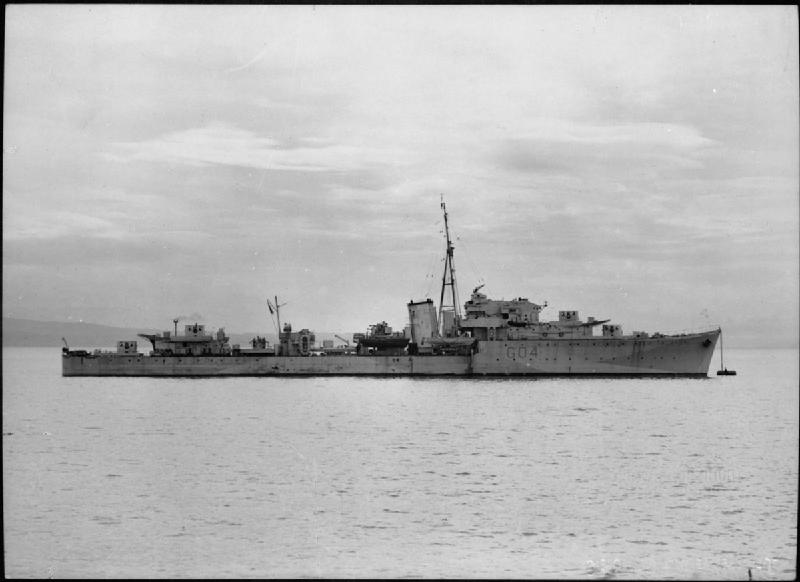
Der Zerstörer Onslaught während des Krieges

Am 26.–29. Januar 1945 lief das Boot, bei der Räumung des Stützpunktes Pillau, mit 10 weiteren U-Booten und dem Wohnschiff und Verwundetentransporter Ubena, nach Kiel. Von dort verlegte es später nach Cuxhaven, wo es das Kriegsende erlebte und an die Royal Navy übergeben wurde. Danach lief es zunächst nach Wilhelmshaven und dann am 24.–28. Juni 1945 Loch Ryan in Schottland, wo seine Restbesatzung in britische Kriegsgefangenschaft ging und das Boot auf seine Versenkung bei der Operation Deadlight wartete.
Am 21. Dezember 1945 sollte das Boot vom polnischen Zerstörer Krakowiak zur vorgesehenen Versenkungsposition im Nordatlantik nordwestlich von Irland geschleppt werden, aber nachdem die Schleppverbindung gerissen war, wurde U 291 durch Geschützfeuer des britischen Zerstörers Onslaught versenkt. Das Wrack liegt auf der Position 55°50,30' N - 09°08' W im ehemaligen Marineplanquadrat AM 5259.